# Popis nagrada Johnnyja Casha
Popis značajnijih nagrada američkog pjevača Johnnyja Casha.

## Primanja u Kuće slavnih
- 1977. – Kuća slavnih kantautora Nashvillea
- 1980. – Kuća slavnih countryja
- 1992. – Kuća slavnih Rock and Rolla

## Udruženje country glazbe
- 1968. – Album godine, At Folsom Prison
- 1969. – Vokalna grupa godine, s June Carter
- 1969. – Muški vokalist godine
- 1969. – Singl godine, "A Boy Named Sue"
- 1969. – Album godine, At San Quentin
- 1969. – Zabavljač godine
- 2003. – Glazbeni spot godine, "Hurt"
- 2003. – Singl godine, "Hurt"
- 2003. – Album godine, American IV: The Man Comes Around

## Grammy nagrade
- Grammy nagrade 1968. – Grammy za najbolju country izvedbu, duo ili grupa - vokalna ili instrumentalna, "Jackson" (s June Carter Cash)
- Grammy nagrade 1969. – Grammy za najbolju mušku country vokalnu izvedbu, "Folsom Prison Blues"
- Grammy nagrade 1969. – Grammy za najbolje bilješke s omota, At Folsom Prison
- Grammy nagrade 1970. – Grammy za najbolju mušku country vokalnu izvedbu, "A Boy Named Sue"
- Grammy nagrade 1970. – Grammy za najbolju country pjesmu, "A Boy Named Sue", autor Shel Silverstein
- Grammy nagrade 1970. – Grammy za najbolje bilješke s omota (autor Cash) za album Boba Dylana Nashville Skyline
- Grammy nagrade 1971. – Grammy za najbolju country izvedbu, duo ili grupa - vokalna ili instrumentalna, "If I Were A Carpenter", s June Carter Cash
- Grammy nagrade 1987. – Grammy za najbolji govorni album, Interviews From the Class of '55 Recording Sessions, s Carlom Perkinsom, Chipsom Momanom, Jerryjem Lee Lewisom, Rickyjem Nelsonom, Royom Orbisonom i Samom Philipsom
- Grammy nagrade 1995. – Grammy za najbolji suvremeni folk album American Recordings
- Grammy nagrade 1998. – Grammy za najbolji country album, Unchained
- Grammy nagrade 1999. – Grammy za životno djelo
- Grammy nagrade 2001. – Grammy za najbolju mušku country vokalnu izvedbu, "Solitary Man"
- Grammy nagrade 2002. – Grammy za najbolji country album Timeless: Hank Williams Tribute (Cash je pridonio obradom pjesme "I Dreamed About Mama Last Night")
- Grammy nagrade 2003. – Grammy za najbolju mušku country vokalnu izvedbu, "Give My Love To Rose"
- Grammy nagrade 2004. – Grammy za najbolji spot, "Hurt", redatelj Mark Romanek
- Grammy nagrade 2006. – Grammy za najbolje box set izdanje, "The Legend"
- Grammy nagrade 2008. – Grammy za najbolji spot, "God's Gonna Cut You Down"

## Udruženje Americana Music
- 2002. - Centar Prvog amandmana: "Spirit of Americana" Nagrada za slobodu govora
- 2003. - Pjesma godine, "Hurt"
- 2003. - Album godine, American IV: The Man Comes Around (Lost Highway Records)

## MTV nagrade
2003. je spot za pjesmu "Hurt", koja je bila obrada pjesme Nine Inch Nailsa, nominiran za šest MTV nagrada, a osvojio je nagradu za najbolju fotografiju.

## Ostale nagrade
- 1985. – Singl godine, "Highwayman" (s The Highwaymen) – Akademija country glazbe
- 1989. – Živa legenda – Music City News
- 1991. – The Spoken Word – Angel Award (Cashovo čitanje Novog zavjeta)
- 2004. – Snimljeni događaj godine – Udruženje međunarodne bluegrass glazbe (IBMA)